# Beatrice Mapelli Mozzi

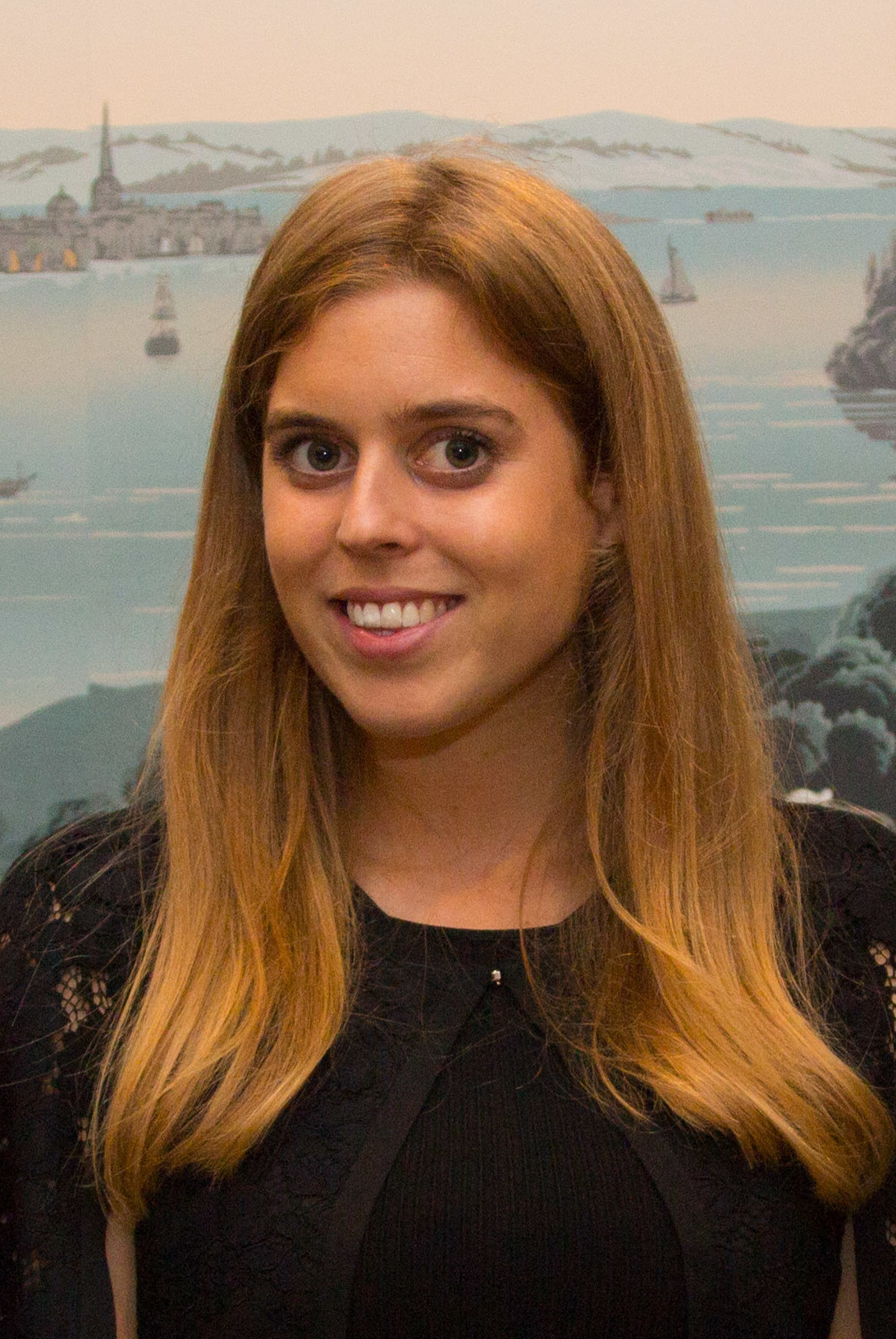
Prinzessin Beatrice (2017)

HRH Princess Beatrice Elizabeth Mary, Mrs. Edoardo Mapelli Mozzi, geborene Beatrice of York (* 8. August 1988 in London) ist die ältere Tochter von Prinz Andrew, Duke of York und Sarah Ferguson.
Als ältestes Kind der beiden steht sie in der britischen Thronfolge direkt hinter ihrem Vater. Sie ist aktuell die Nummer 9 vor ihren Töchtern, ihrer jüngeren Schwester Eugenie und ihren Neffen August und Ernest. Als Nummer 4 der Erwachsenen in der Thronfolge ist sie als Staatsrätin befugt, den Monarchen bei bestimmten Staatsgeschäften zu vertreten.

## Leben
Prinzessin Beatrice wurde am 8. August 1988 im Portland Hospital in London geboren. Ihre Eltern folgten damit dem Trend innerhalb der britischen Königsfamilie, ihre Kinder nicht mehr zu Hause zur Welt kommen zu lassen. Sie wurde nach Prinzessin Beatrice von Großbritannien und Irland benannt. Am 20. Dezember 1988 wurde sie im St James’s Palace in London auf die Namen Beatrice Elizabeth Mary getauft. Als Paten waren Viscount Linley, Lady Jane Dawnay, Peter Palumbo, Baron Palumbo, Gabrielle Greenall und Carolyn Cotterell anwesend.

### Ausbildung
Von 2000 bis 2007 besuchte die Prinzessin die St. George’s School in Ascot, Berkshire, England. 2006 wurde sie Schulsprecherin. Die Prinzessin litt an Legasthenie; aufgrund dessen verschob sich ihr Schulabschluss um ein Jahr. 2007 machte sie in den Fächern Schauspiel, Geschichte und Film Abitur.
Das Jahr zwischen ihrem Schulabschluss und dem Studienbeginn pausierte die Prinzessin. In dieser Zeit unternahm sie Reisen nach Südamerika und machte ein Praktikum als Einkaufsberaterin in einem Kaufhaus. Im September 2008 begann sie ein dreijähriges Studium der Geschichtswissenschaft am Goldsmiths College in London. Im September 2011 schloss Prinzessin Beatrice ihr Studium mit einem Bachelor of Arts in Geschichte und Ideengeschichte mit der Note 2:1 ab.
Bis Sommer 2013 arbeitete sie im Finanzbereich bei Cabot Square Capital. Anfang 2014 nahm sie ein Praktikum bei Sony Pictures Television auf.

### Privatleben
Seit ihrem 18. Geburtstag ist ihr Privatleben häufig Gegenstand der Boulevardpresse. Häufig wird sie als „Prinzessin Rotschopf“ bezeichnet. 2006 war sie mit dem amerikanischen Studenten Paolo Liuzzo liiert. Diese Beziehung endete im März 2006, als bekannt wurde, dass er in den Tod eines anderen amerikanischen Studenten verwickelt war und wegen Körperverletzung verurteilt wurde. Sie war von 2007 bis 2016 mit dem amerikanischen Millionärssohn David Clark, der bei Richard Branson angestellt ist, liiert.
Am 26. September 2019 gab Beatrice ihre Verlobung mit dem britisch-italienischen Immobilienunternehmer Edoardo Mapelli Mozzi (* 1983) bekannt, mit dem sie seit Oktober 2018 liiert ist. Er ist der Sohn des britisch-italienischen Kunsthändlers und ehemaligen Olympia-Skiläufers Alessandro Mapelli-Mozzi (* 1951) und seiner Gemahlin Nicola, geb. Burrows. Der Vater entstammt einer italienischen Grafenfamilie und führt – wie sein Sohn – adelsrechtlich den italienischen Grafentitel „Conte“. Stammsitz seiner Familie ist bis heute die Villa Mapelli Mozzi in Locate Bergamasco, einem Ortsteil von Ponte San Pietro in der Lombardei.
Das Paar heiratete am 17. Juli 2020 in der All Saints Chapel im Park von Windsor Castle. Beatrice nahm den Namen ihres Ehemannes an. Sie wäre damit zwar adelsrechtlich eine italienische „Contessa“ (Gräfin), da aber britische Staatsbürger in Großbritannien nur britische Titel führen dürfen, heißt sie dort nur „Mrs Mapelli Mozzi“, führt aber den britischen Prinzessinnentitel.
Durch eine frühere Beziehung ihres Ehemannes mit der Architektin Dara Huang ist sie die Stiefmutter eines Sohnes, Christopher Woolf (geboren 2016).
Obwohl vielfach vermutet wurde, sie lebe in einem eigenen Haus in London, lebt sie im St James’s Palace und im Haus ihres Vaters auf dem Gelände von Windsor Castle, der Royal Lodge.
Am 18. September 2021 kam ihr erstes Kind, die Tochter Sienna Elizabeth Mapelli Mozzi, in London zur Welt. In der britischen Thronfolge steht sie hinter ihrer Mutter an zehnter Stelle. Am 22. Januar 2025 wurde die zweite Tochter, Athena Elizabeth Rose Mapelli Mozzi, geboren.

## Öffentliche Auftritte und Engagements

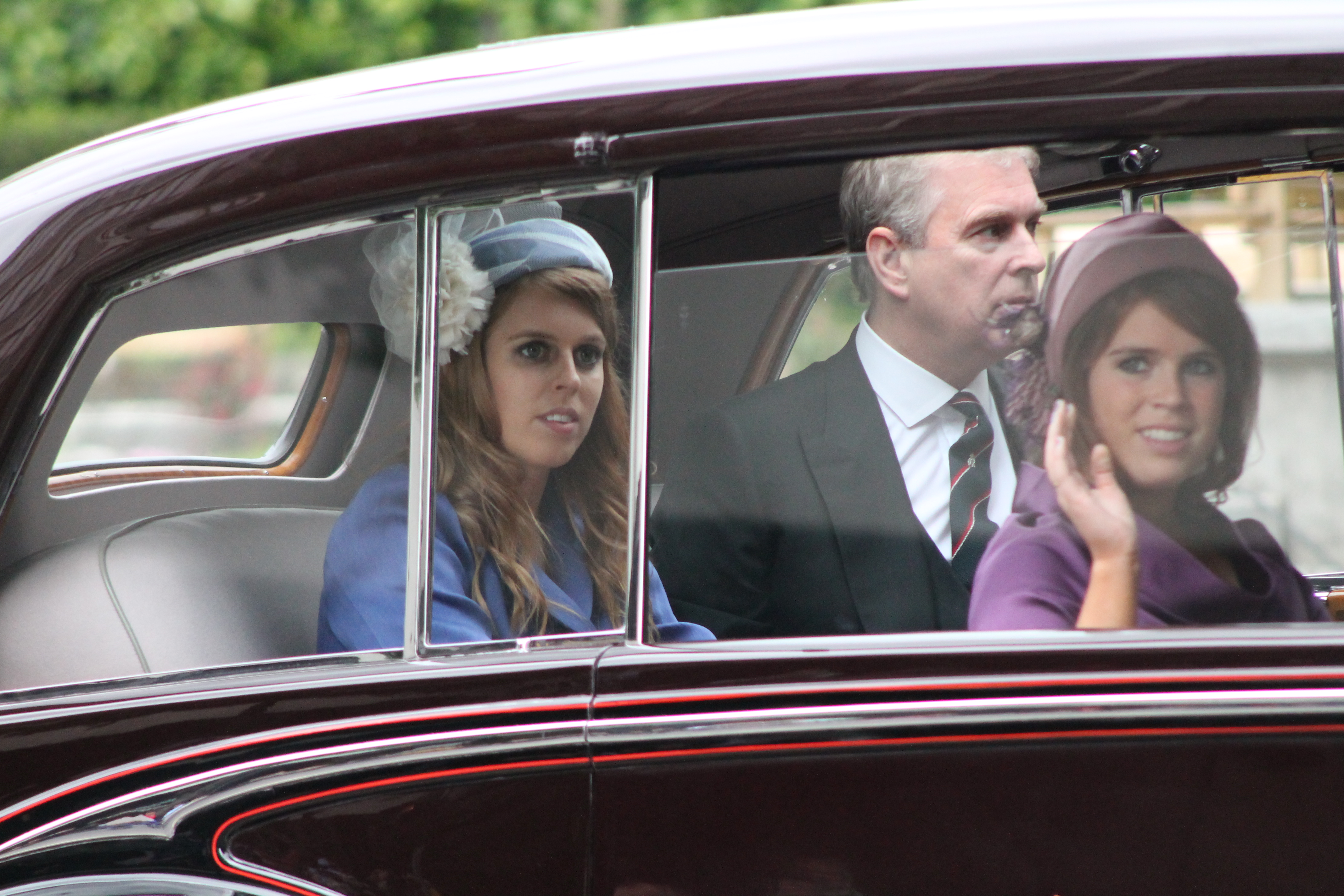
Prinzessin Beatrice mit ihrem Vater und ihrer Schwester (Juni 2012)

Königliches Wappen von Prinzessin Beatrice

Prinzessin Beatrice nahm gemeinsam mit ihrer Mutter als Model am Finale der Fashion Week in London im September 2007 teil. Die Prinzessin spielte in Young Victoria (2008), einer Martin-Scorsese-Produktion über Königin Victoria, als Statistin mit.
Die Prinzessin unterstützt einige humanitäre Projekte. So besuchte sie 2002 HIV-infizierte Kinder in Russland. Gemeinsam mit ihrem Freund, David Clark, lief die Prinzessin im April 2010 als erstes Mitglied der königlichen Familie den London-Marathon, um Spenden für Wohltätigkeitsorganisationen zu sammeln.
Bei der Hochzeit von Prinz William und Kate Middleton 2011 erregte sie durch ihren übergroßen hirschgeweihartigen Fascinator großes Aufsehen. Später ließ sie ihn versteigern, der Erlös von rund 80.000 Pfund wurde dem Kinderhilfswerk UNICEF gestiftet.
Sie nimmt an öffentlichen Auftritten der königlichen Familie, wie Trooping the Colour und der Ascot Woche, teil.
Sie ist Schirmherrin des Helen Arkell Dyslexia Centre, in dem sie seinerzeit Unterstützung bezüglich ihrer Legasthenie fand. Daneben ist sie noch Schirmherrin von Fashion for the Brave, der York Musical Society, des York Theater Royal, der Sick Kids Friends Foundation, des Forget Me Not Children’s Hospice und der Broomwood African Education Foundation. Darüber hinaus fungiert sie als Botschafterin für den Teenage Cancer Trust.
Mit der Thronbesteigung von König Charles III. im Jahre 2022 wurde sie seine Nachfolgerin als Staatsrätin (englisch Counsellors of State). Als solche kann sie auf Wunsch des Königs hin gewisse Amtsgeschäfte und Hoheitsrechte durchführen, wenn dieser im Ausland oder verhindert ist (wie zum Beispiel bei einer kurzfristigen Krankheit). Zwei beliebige Staatsräte können den Sitzungen des Privy Council beiwohnen, staatliche Dokumente unterzeichnen oder die Empfehlungsschreiben neuer Botschafter entgegennehmen.

## Orden und Ehrenzeichen

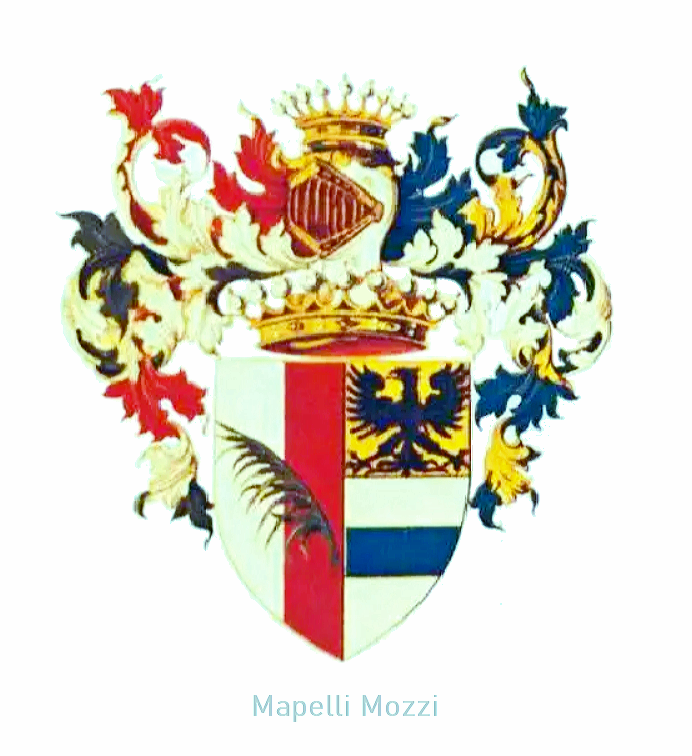
Wappen der Familie ihres Ehemannes

| Jahr | Staat                  | Orden/Ehrenzeichen                        |
| ---- | ---------------------- | ----------------------------------------- |
| 2002 | Vereinigtes Königreich | Queen Elizabeth II Golden Jubilee Medal   |
| 2012 | Vereinigtes Königreich | Queen Elizabeth II Diamond Jubilee Medal  |
| 2022 | Vereinigtes Königreich | Queen Elizabeth II Platinum Jubilee Medal |
| 2023 | Vereinigtes Königreich | King Charles III Coronation Medal         |

## Titel und Prädikat
- Her Royal Highness Princess Beatrice of York (8. August 1988 – 17. Juli 2020)
- Her Royal Highness Princess Beatrice, Mrs. Edoardo Mapelli Mozzi (seit 17. Juli 2020)